# 森京子
森 京子（もり きょうこ、1972年11月26日 - ）は、元名古屋テレビ放送の契約アナウンサー。活動当時は名古屋タレントビューローに所属。愛知県小牧市出身。椙山女学園大学生活科学部生活社会科学科（現・現代マネジメント学部現代マネジメント学科）卒業。身長157cm。血液型はA型。

## 来歴
大学卒業後、名古屋タレントビューローに所属。1997年4月に名古屋テレビへ出向し、2001年9月まで同局の契約アナウンサーを務めた。
名古屋テレビとの契約の終了後は名古屋タレントビューローからも籍を外しており、以後の活動状況は不明。

## 人物
特技は料理（技能検定上級）、書道（2段）、華道（池坊皆伝）、茶道（表千家入門）。名古屋タレントビューローには裏千家と書いてあるが正しくは表千家である。また、小学校入学から中学校卒業までの9年間剣道に勤しんでいた。

## 過去の担当番組
- コケコッコー（お天気コーナー担当 → キャスター）
- テレビ丸まるチェック
- TVファクトリー
- TRYあんぐる
- ほか、『おまじない、ナヤゴビレテ』などの番宣ミニ番組を担当。